# Тиквица
Тиквица је једногодишња биљка пузавица из фамилије бундева (Cucurbitaceae), чији се плод користи у људској исхрани. Тиквица је узгојени култивар тикве (бундеве).

## Порекло
Постоје разне теорије о пореклу тиквице — неки тврде да је њена прапостојбина Азија (конкретно, Индија), док други тврде да потиче из Америке, тј. Мексика, и да су је донели шпански конкистадори у Европу. С друге стране, ова теорија не делује вероватно, јер се тиквица спомиње у египатским записима, а такође постоје и докази да су је познавали и Римљани.

## Узгајање
Тиквица захтева пуно светла и топлоте. На температурама нижим од 10 °C биљка престаје да расте. Треба је доста заливати, а земљу одржавати влажном, мада треба водити рачуна о влажности јер је тиквица склона гљивичним обољењима. Земљиште на којем се сади треба да буде растресито, дубоко и по могућству песковито. Стабљика би требало да се подупре потпорним штаповима, јер су плодови веома тешки, па теже да се спусте на земљу, што онда плод чини изложенијим биљним болестима

## Својства
Ово поврће садржи веома малу количину калорија (17 калорија на 100 грама) и као такво се препоручује у дијетама за мршављење. Осим тога, природни је диуретик, па се у народној медицини користи за избацивање сувишне течности из организма, а верује се и да снижавају холестерол и прочишћавају крв, а такође побољшавају и концентрацију. Такође садржи знатне количине витамина Ц.